# Murgrönsveronika
Murgrönsveronika eller revärenpris (Veronica hederifolia) är en art inom släktet veronikor. Den är ettårig. Bladen är inte motsatta utan strödda. Blommorna bildar ingen blomställning, utan sitter ensamma i stjälkbladsvinklar. Fröna är fåtaliga men ganska stora och på ena sidan båtformigt urgröpta. Arten tillhör de annuella, småväxta ogräsen i trädgårdar och på åkrar, någon gång på beskuggad gräsmark, och är till sin blomning en vårväxt (maj, juni). Den förekommer i södra Sverige, är dock mindre allmän, är spridd upp till Norrland och förekommer sällsynt i sydligaste Norge och Finland.
Murgrönsveronika tillhörde tidigare lejongapsväxterna, men har flyttats till familjen grobladsväxter.